# Co-Co mozdony

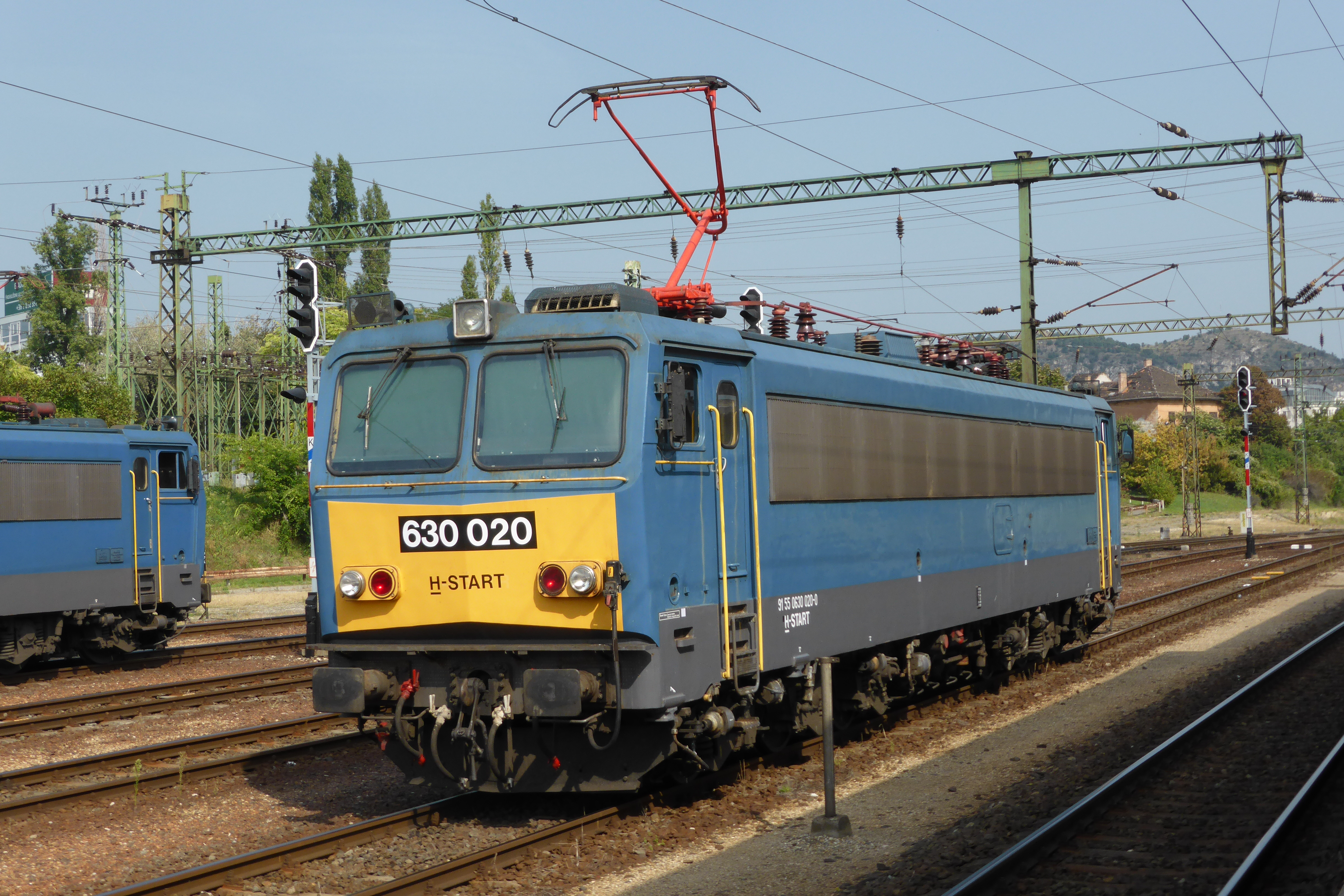
MÁV V63 sorozat

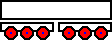
A Co-Co tengelyelrendezés

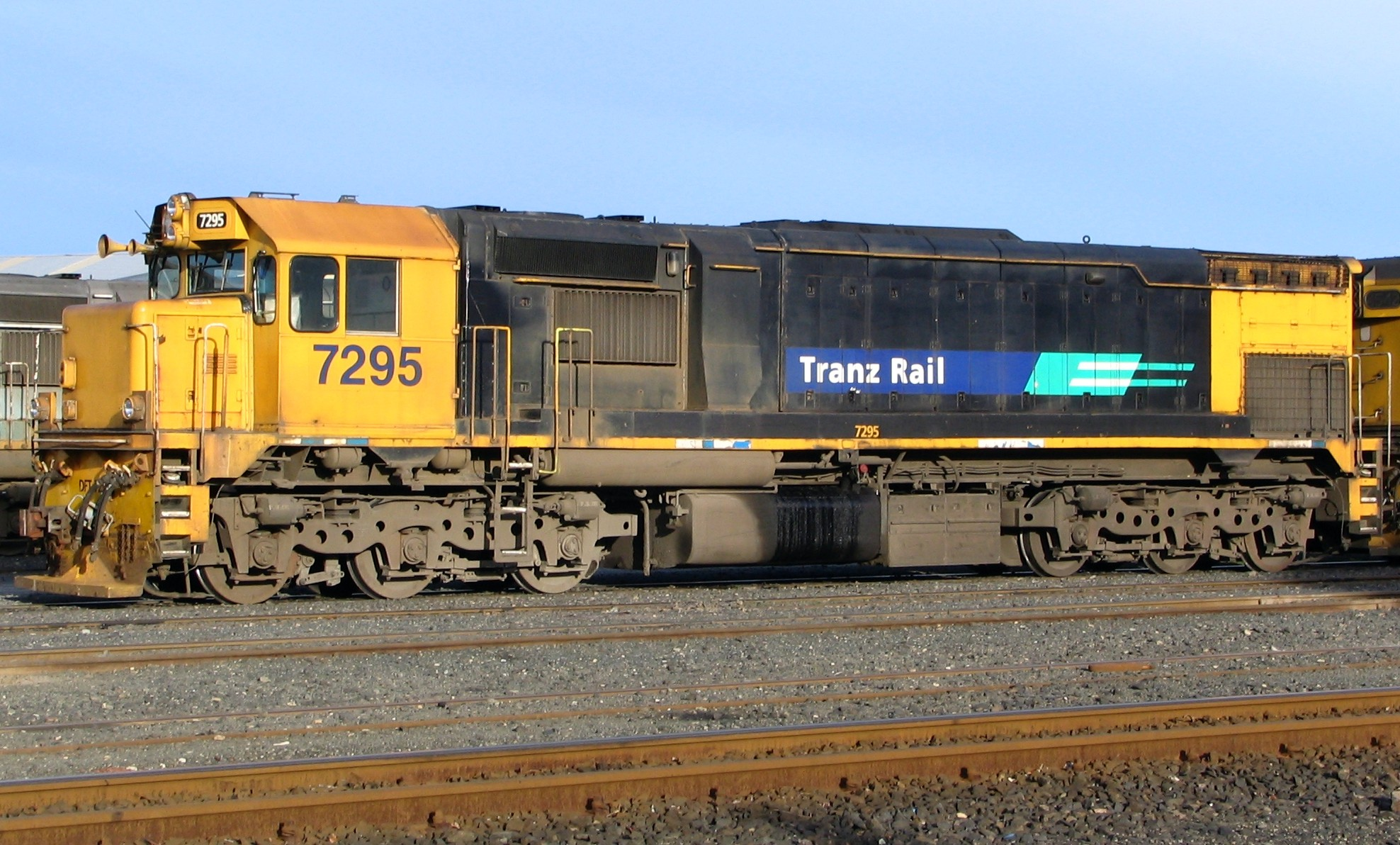
Új-Zéland DF osztályú mozdonya (1979)

A Co-Co egy tengelyelrendezés mozdonyok számára. A szabványos jelölése a nemzetközi szabvány szerint (UIC besorolás) Co'Co' illetve az amerikai szabvány szerint (AAR) C-C. Felépítése két forgóvázból áll, forgóvázanként három-három hajtott tengellyel, azaz mindegyik tengely önálló vontatómotorral rendelkezik. A Co+Co tengelyelrendezés abban különbözik, hogy a forgóvázak közt csuklós kapcsolatot alakítanak ki, vagy a forgóváz eleve a csukló alatt van.

## Alkalmazása
A Co-Co tengelyelrendezést rendszerint tehervonatok vontatására tervezett mozdonyoknál használják, ahol a sok kerék jó tapadást biztosít kisebb tengelyterhelés mellett. A nagy vonóerejű dízel-elektromos mozdonyoknál teljesen általános, de szép számban lehet találni rá példát a villamosmozdonyok közt is.

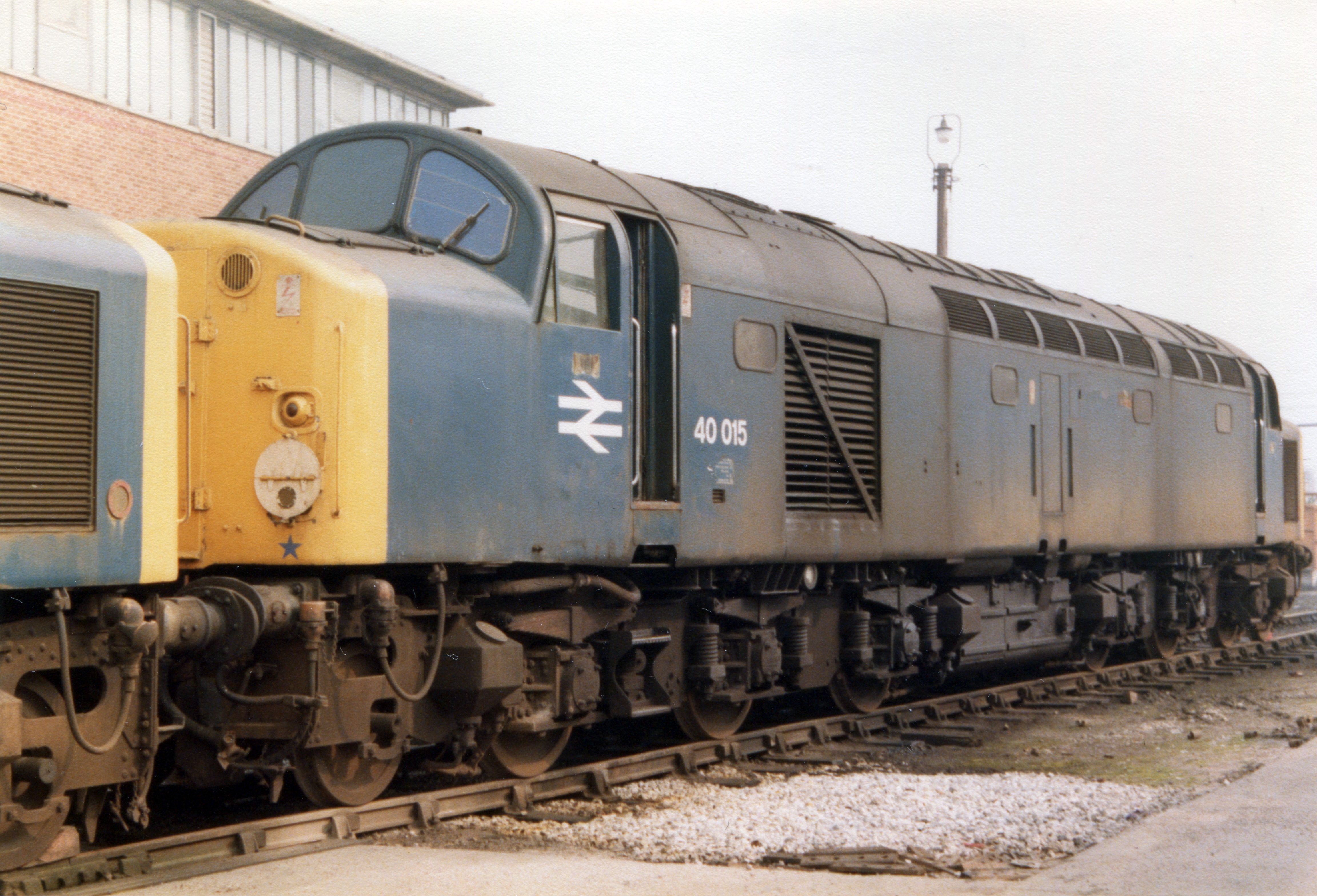
British Rail Class 40 (1Co-Co1)

Egy továbbfejlesztett változata az 1Co+Co1, illetve az 1Co-Co1 elrendezés, melyeknél a forgóvázat kiegészítették további egy hajtás nélküli tengellyel. Ennek a tengelynek a feladata a terheléseloszlás további javítása. Ez a megoldás nem terjedt el, leginkább a (dél-afrikai vasútnál) lehet rá példát találni.

## Példák

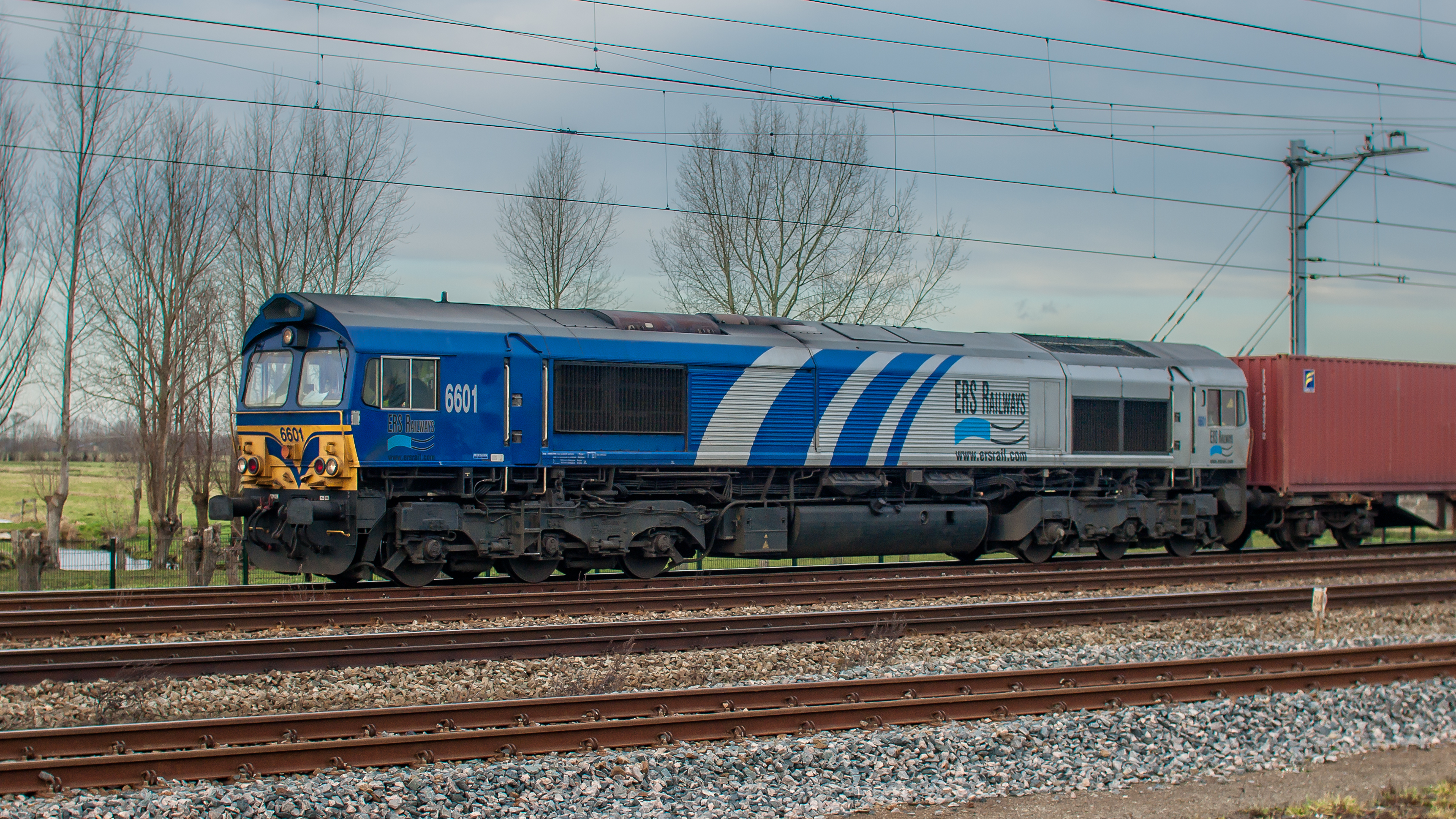
EMD Class 66

Számtalan példát találni a Co-Co tengelyelrendezés alkalmazására. Ilyen például az EMD SD70-es sorozata, vagy az angol British Rail Class 47, de erre példa a szovjet M62 és a Nohab. Ne feledkezzünk meg a villamos változatokról sem, melyre remek példa a Ganz-MÁVAG által gyártott V63 sorozat, de szintén illik megemlíteni a svéd LKAB bányavállalat megrendelésére készült IORE-mozdonyokat, melyek mintegy 1400 kN indító vonóerővel rendelkeznek, és a TRAXX mozdonyok nagy testvérének tartják.